# Flugzeugrumpf

Rumpf einer Boeing 737

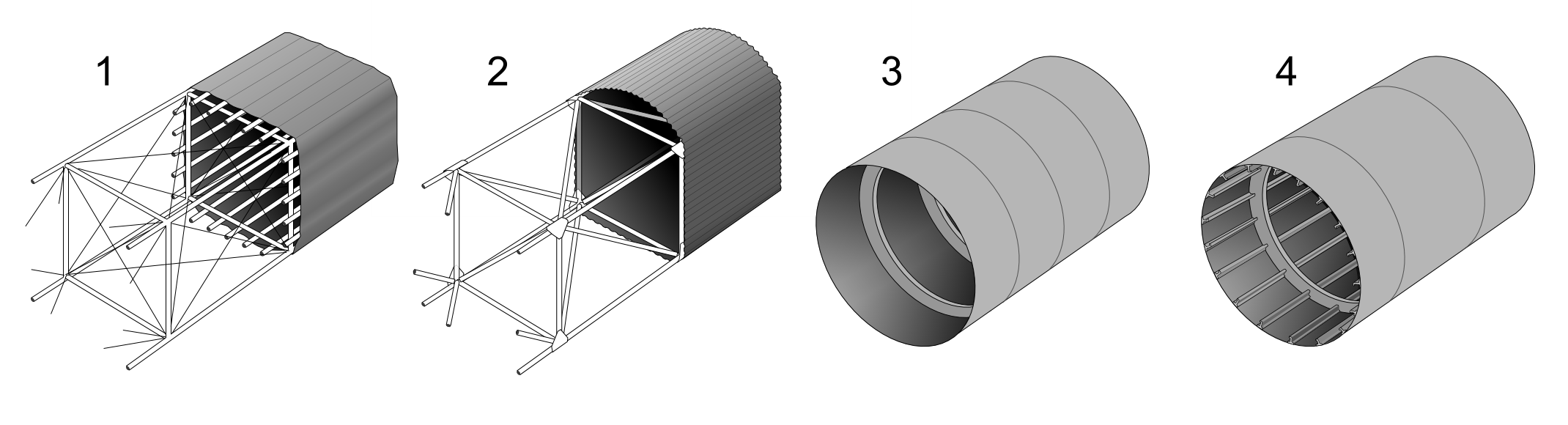
Typische Bauweisen eines Flugzeugrumpfs, 1: Fachwerk mit Stoffbespannung, 2: Fachwerk mit Metallbeplankung, 3: Monocoque, 4: Halbschalenbauweise

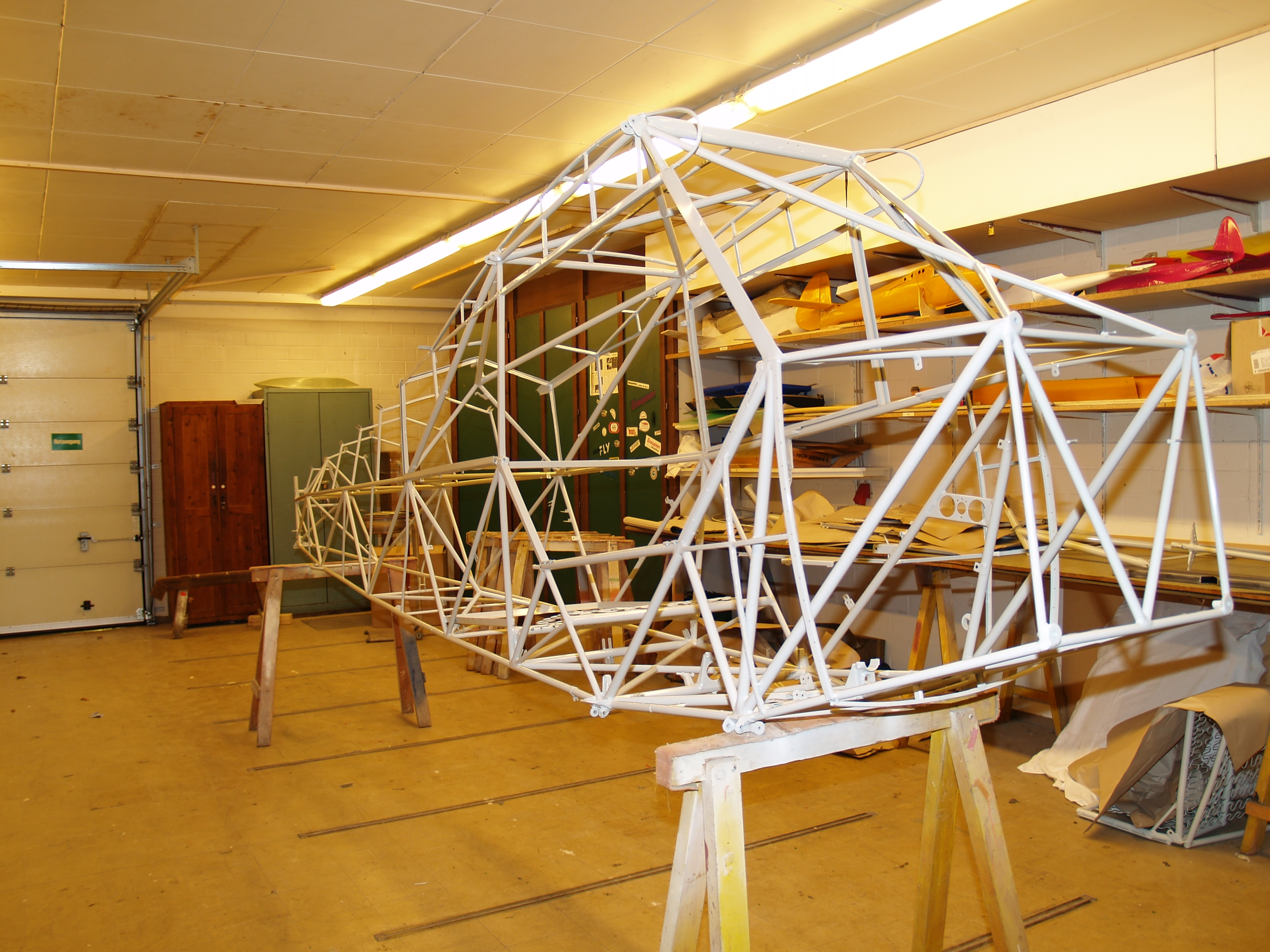
Fachwerkgerüst einer Piper PA-18 ohne Stoffbespannung

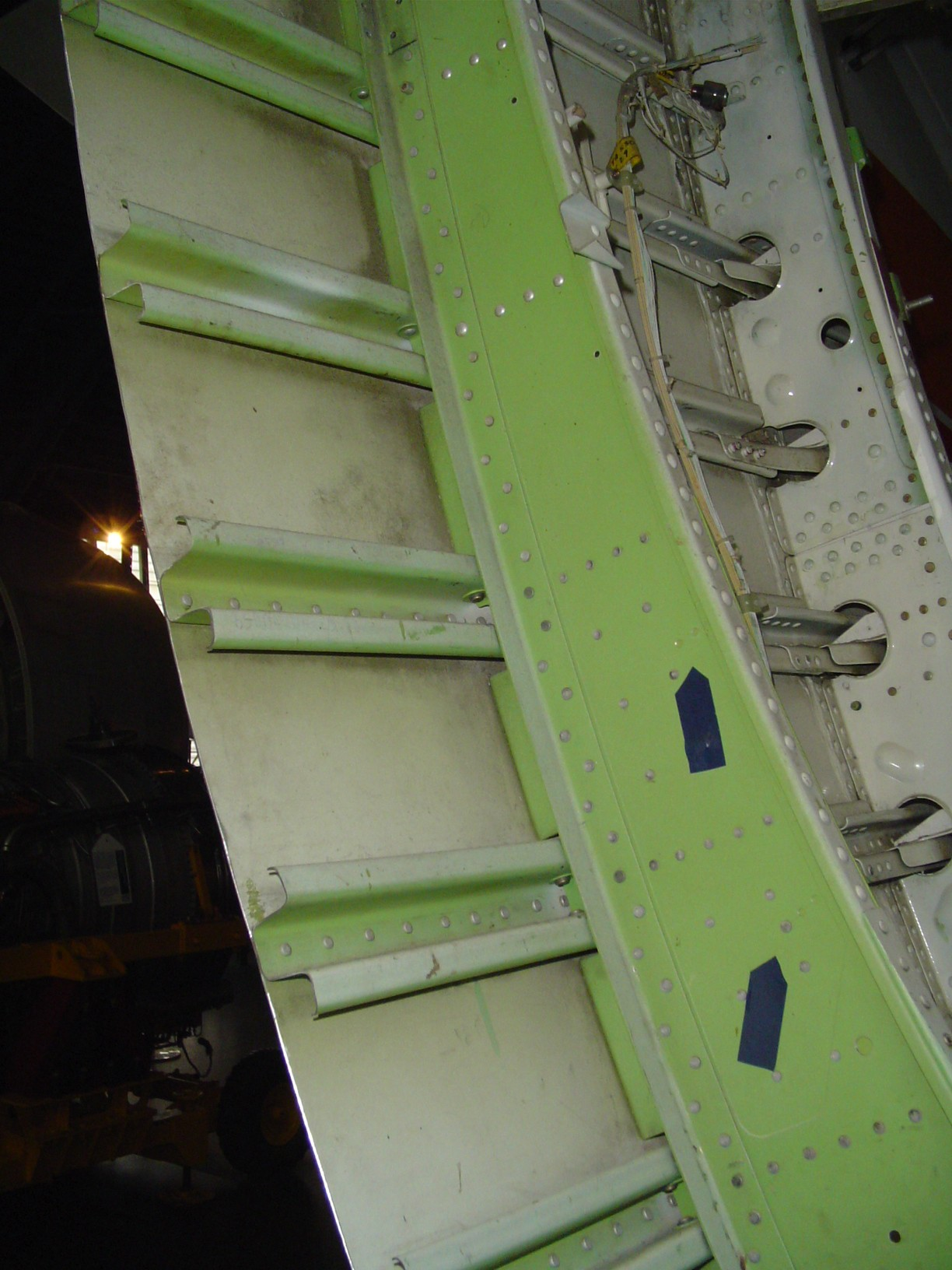
Rumpf einer Boeing 747 in Halbschalenbauweise mit Aluminium-Außenhaut, gebogenen Spanten und in Längsrichtung verlaufenden Stringern

Der Flugzeugrumpf ist eine Hauptbaugruppe eines Flugzeuges. Er verbindet alle anderen Bauteile eines Flugzeuges, wie Tragwerk und Leitwerk, das Bugfahrwerk und – sofern es nicht unter den Tragflächen angebracht ist – das Hauptfahrwerk. Der Flugzeugrumpf beinhaltet das Cockpit und den Raum für Passagiere und Nutzlast. In der Regel befinden sich auch Lüftungs- und Klimatisierungstechnik, Schmierstofftanks und ein Teil der Kraftstofftanks im Rumpf.

## Form
Der Flugzeugrumpf wird in verschiedenen äußeren Formen hergestellt. Diese Form richtet sich auch nach der vorgesehenen Verwendung. Frachtflugzeuge ohne Druckkabine haben wegen der besseren Beladungsmöglichkeiten oft einen eher rechteckigen Querschnitt. Passagiermaschinen haben in aller Regel eine Druckkabine. Der Luftdruck in der Kabine (Innendruck) ist höher als der der Atmosphäre auf Reiseflughöhe (Außendruck). Der Rumpf muss einer Druckdifferenz von bis zu 0,7 bar standhalten. Ein runder oder ovaler Querschnitt hat eine bessere Verteilung der Überdruckkräfte als ein eckiger; dies ist ein Grund dafür, dass Passagierflugzeug-Entwickler einen solchen wählen. 
Da der Rumpf erheblich zum Gesamt-Luftwiderstand eines Flugzeuges beiträgt, ist bei ihm eine aerodynamische Form wichtig. Den Übergang vom Flugzeugrumpf zum Tragwerk, insbesondere den Tragflächen, nennt man Rumpf-Flächenübergang. Seine Form beeinflusst die aerodynamische Güte eines Flugzeuges.

## Aufbau
Im Flugzeugbau werden folgende Arten der Rumpf-Bauweise hauptsächlich verwendet: 
- Fachwerkbauweise
- Schalenbauweise (Monocoque)
- Halbschalenbauweise (Semimonocoque)
- Geodätische Bauweise

Bei Kleinflugzeugen wurde bislang die tragende Struktur mit einer Außenhaut versehen. Stand der Technik ist auch hier, den kompletten Rumpf als Monocoque, d. h. als tragende Schale, aufzubauen. 
Flugzeugrümpfe bestanden in den Anfangsjahren der Luftfahrt vornehmlich aus Holz- oder Rohrgerüsten als tragende Struktur, die mit Tuch bespannt wurden. Mit zunehmender Steigerung der Fluggeschwindigkeit und der Festigkeitsanforderungen wurden die Rümpfe später mit Metall beplankt, das tragende Gerüst blieb jedoch noch erhalten. Im Juni 1918 wurde dann erstmals bei den Dornier-Werken mit der Dornier-Zeppelin D.I ein Flugzeugrumpf in Halbschalenbauweise zur Gewichtseinsparung und Festigkeitserhöhung konstruiert. Die Rumpfhaut wird dabei als kräfteaufnehmendes Element mit einbezogen; sie wird durch formgebende Spante im Querschnitt und in Längsrichtung durch Stringer verstärkt. Auch die modernen Passagierflugzeuge sind so gebaut. Für Fenster und Türen müssen spezielle Verstärkungen angebaut werden.
Seit langem geht der Trend zu leichteren Werkstoffen. Neben Aluminium kommen auch neu entwickelte Aluminium-Lithium-Legierungen und Faserverbundwerkstoffe sowie Kombinationen daraus (Glasfaserverstärktes Aluminium) zur Anwendung. Ihr Vorteil liegt in der hohen Integrierbarkeit und Leichtbaupotentialen. Das Hauptfügeverfahren ist nach wie vor das Nieten. Weitere Verfahren sind Kleben und Laserschweißen.

## Variable Länge
Ein Strecken (Verlängern) und Kürzen des Flugzeugrumpfes einer Grundversion wird bei der Neuauslegung und Entwicklung von Verkehrsflugzeugen von vornherein vorgesehen, um verschiedene Transportkapazitäten anbieten zu können. 
Beispiele sind die Airbus A340-Familie und Boeing 737 und die auf dem Airbus A320 basierenden Baumuster Airbus A318, Airbus A319 und Airbus A321. Hier werden auch die Tragflächen und Antriebe wirtschaftlich aufeinander abgestimmt.

## Anzahl der Rümpfe
- Nurflügler kommen im Wesentlichen ohne Rumpf aus.
- Die Regel sind Flugzeuge mit einem zentral und längsorientiert angeordneten Rumpf, der in seiner Höhenlage teilweise über bis gänzlich unter der Tragfläche liegen kann. (Doppel- und Mehrfachdecker wären gesondert zu betrachten. Hier nicht betrachtete Tragflächenboote haben den Rumpf deutlich über der Tragfläche.)
- Wenige Kriegsflugzeugtypen im Zweiten Weltkrieg hatten zwei Rümpfe, von denen jeder manchmal einen Motor integriert hatte, z. B. North American F-82.
  - Wird eine besonders große Nutzlast, wie z. B. das Space Shuttle oder SpaceShipOne, huckepack über einem Flugzeugrumpf montiert ähnelt diese aerodynamisch einem zweiten Rumpf.
- Das Konzept von The Roc von Stratolaunch Systems weist zwei Rümpfe nebeneinander auf, um einerseits die Nutzlast (wie einen dritten Rumpf) mittig aufzunehmen und andererseits das Eigengewicht gleichmäßiger auf die besonders große Spannweite der Tragfläche zu verteilen.
- Je nach Betrachtungsweise kann Lockheed XP-58 Chain Lightning als 1-, 2- oder 3-rümpfig angesehen werden, ebenso das Flugboot Blohm & Voss BV 138.
- Es gibt zumindest einen Typ von mehrfach koppelbarem Modell-Elektrosegler. 2017 flog eine fünfrümpfige Kombination in Tirol.[1]

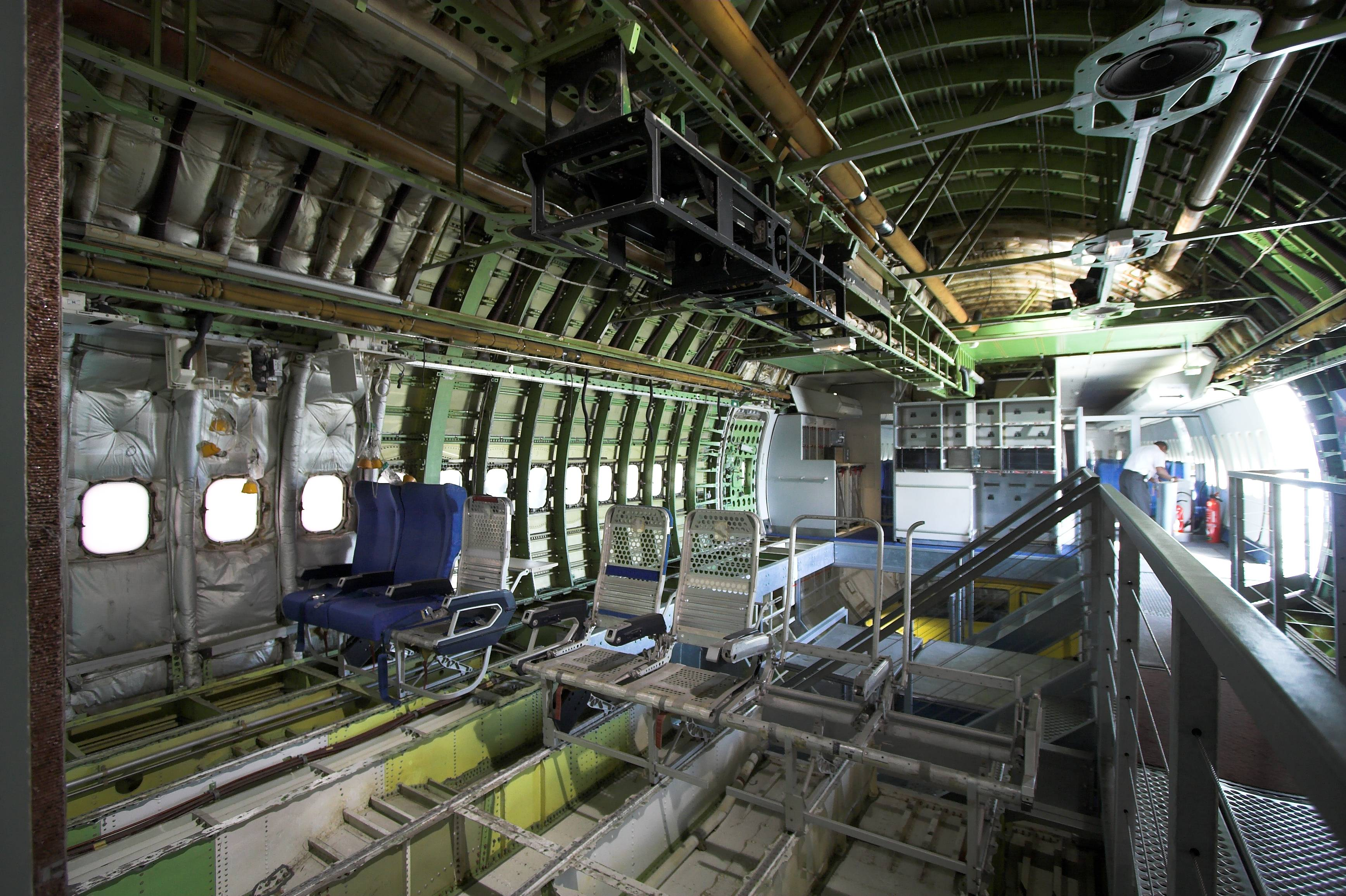
Innenraum einer Boeing 747 (Museum)
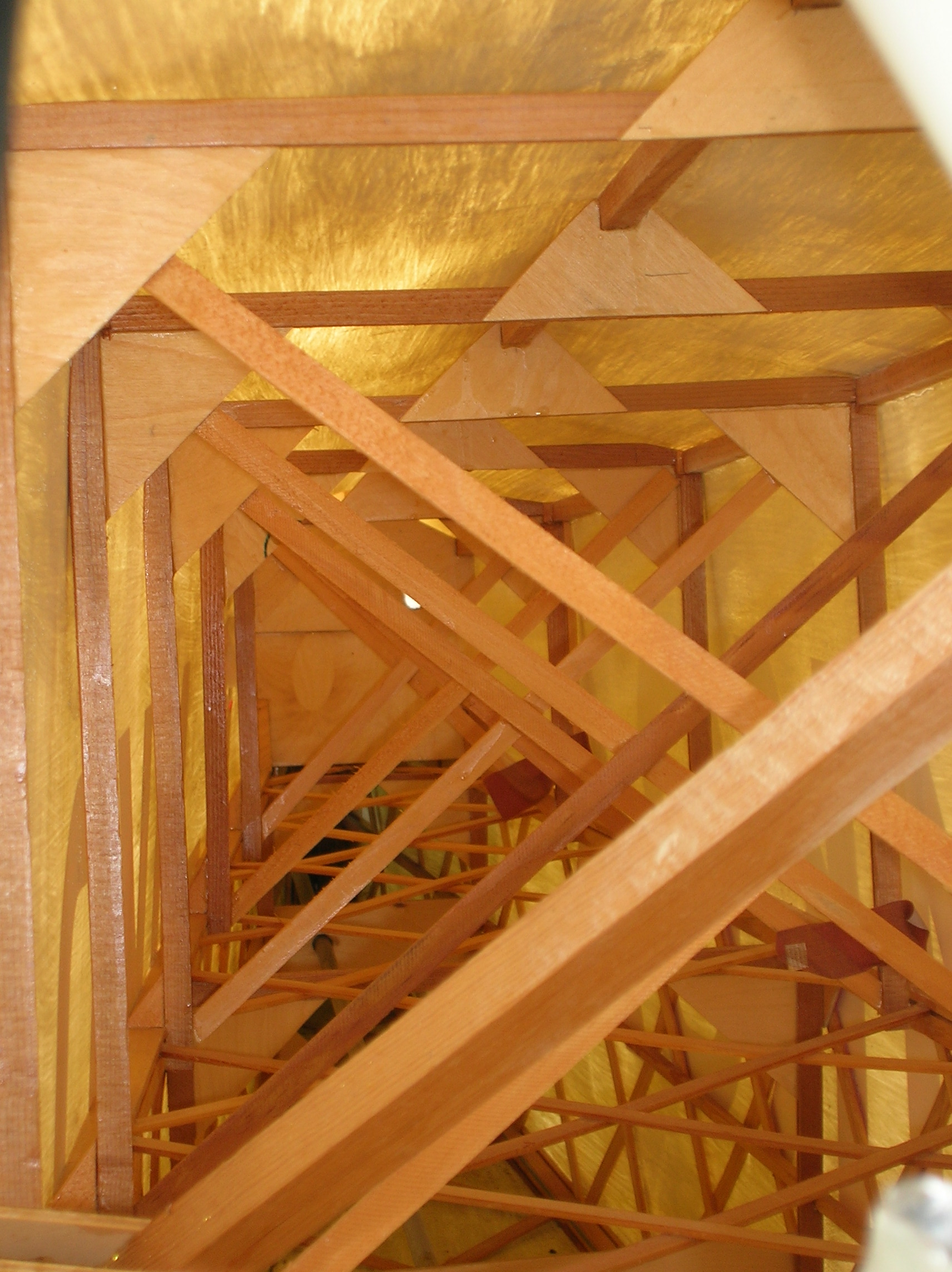
Innenansicht des Rumpfes einer Fisher FP-202; ein Gerüst aus Holz, bespannt mit Stoff
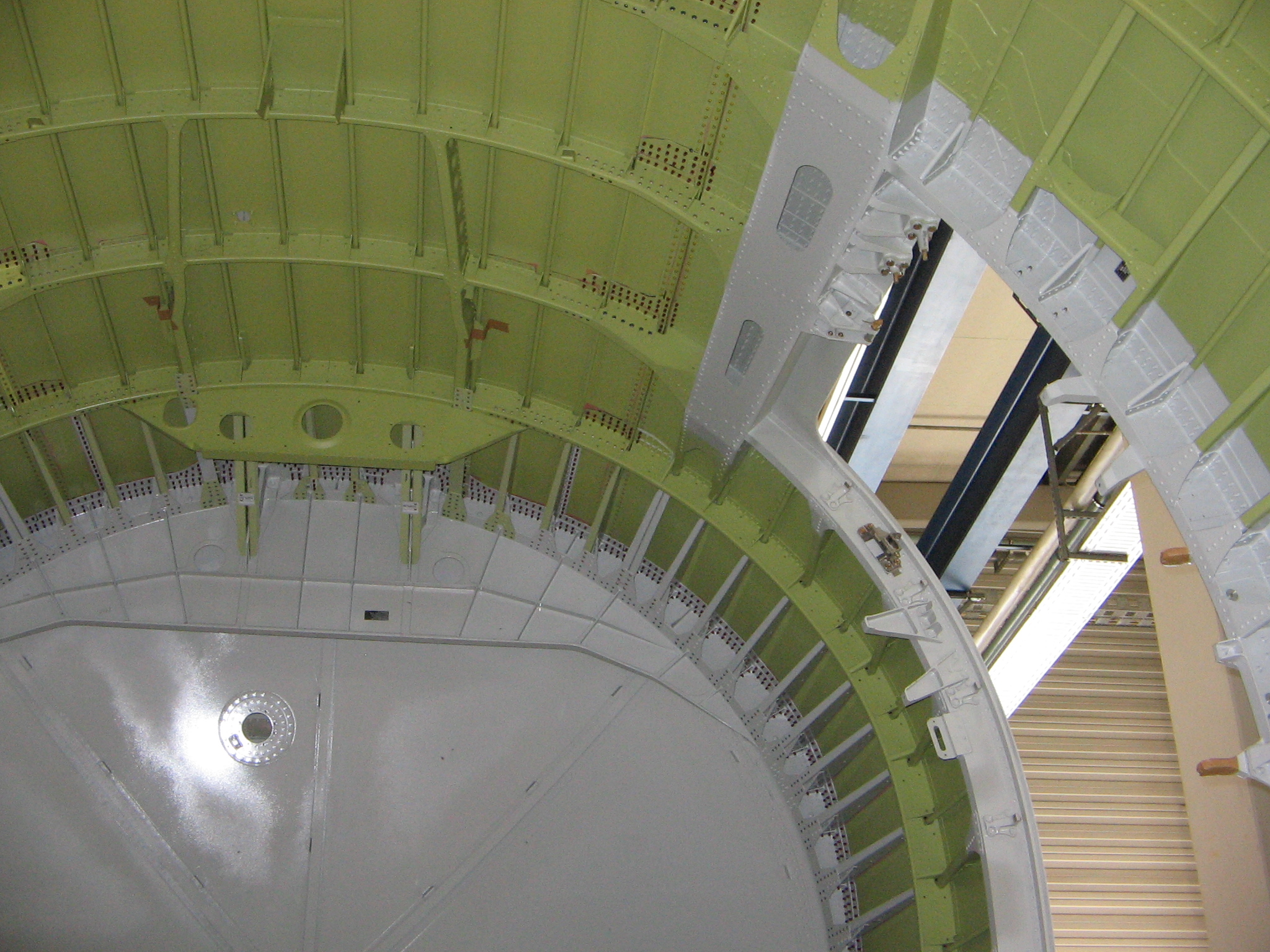
Heckteil eines Airbus A340